# 중국의 전통놀이
중국의 전통놀이에는 다음과 같은 것이 있다.

## 명절 관련 놀이
중국의 명절에는 신년(새해), 춘절(설날), 원소절(=위안샤오제)(정월대보름), 단오절(음력 5월5일), 중추절(=중치우제)(추석)등이 있다.

### 춘절 - 불꽃놀이(폭죽놀이)

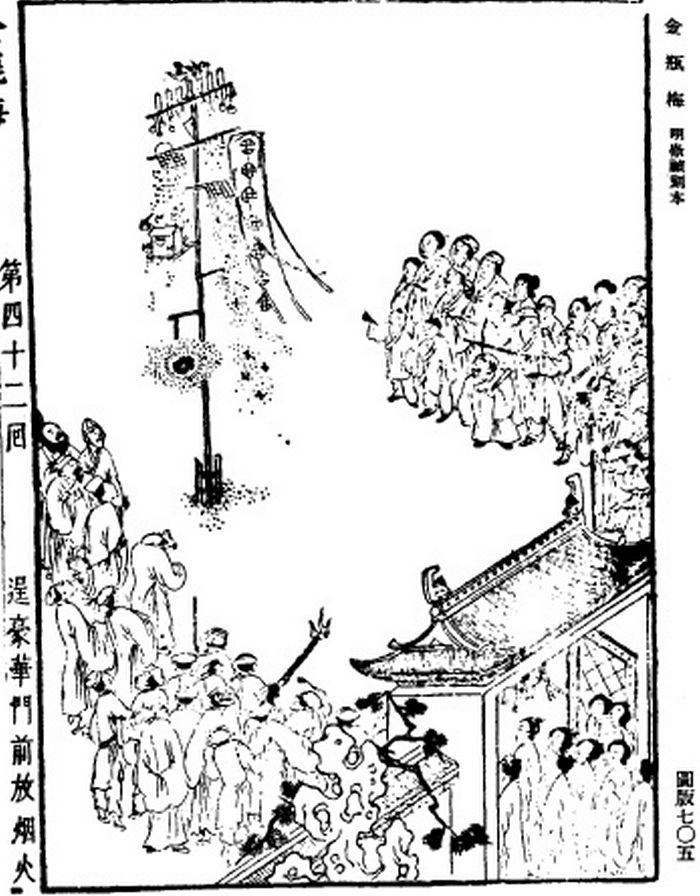
명나라의 불꽃놀이이

폭죽의 기원은 대나무를 불에 태워 껍질을 터지게 하는 방식으로 풍년을 바라고 귀신을 쫓아내려는 의미로 터트린다고 한다. 주로 춘절에 많이 하지만, 축하할 만한 행사에도 많이 한다.

### 원소절 - 등불놀이
상고시대 사람들이 해충이 줄고 풍년을 바라며 불을 밝히는 것에서 시작되었으며 밤에 비단실로 꾸민 등불을 달아놓는다.

### 단오 - 용선놀 이
용선은 진시황 때 누명을 쓰고 강에 빠져 자살한 당대 최고 시인 굴원의 추모제에서 유래되었으며 단오날 용선을 띄워 제사를 지낸 것으로 현재는 스포츠로 발전되었다.
용선놀이는 용 모양의 배로 경주하는 놀이로 중국 남방에서 많이 이루어지며, 용의 모습을 재현하여 만든 배에 사람들이 타서 노를 저어 시합을 하는 놀이이다.

## 전통놀이

### 죽방울놀이(콩주)
죽방울 놀이는 명나라 때부터 중국 서민들의 대표 봄철 전통놀이로 두 개의 대나무 막대에 줄을 매달아 대나무 통 가운데 부분에 실을 넣어 감은 뒤 손을 빠르게 움직여 방향을 바꿔가면서 돌리는 놀이이다.

### 구련환
구련환은 산시성에서 비롯된 민간놀이 중 하나이며 아홉 개의 연결된 고리를 푸는 놀이이다. 서로 연결되어 있는 아홉 개의 고리 중 왼쪽 첫 번째 고리부터 풀고 꺼내 들어서 가운데 큰 고리 안으로 넣어 순차적으로 빼는 식으로 논다. 구련환은 두뇌게임 중에서도 난이도가 있다고 알려진 놀이이며 남녀노소 모두 즐길 수 있는 놀이이다.

### 화용도
화용도는 삼국지에 나오는 화용도에서 영감을 얻어 탄생한 놀이이다. 화용도는 적들에 포위되어 있는 조조를 맨 밑의 탈출구로 탈출시키는 게임으로 조조, 장비, 마초, 관우, 황개, 조운을 포함한 4명의 병사 블록들을 하나씩 옮기며 조조를 가장 적은 횟수로 빨리 탈출시키는 사람이 이기는 놀이이다. 화용도 역시 중국의 대표적인 두뇌게임 중 하나이다.

### 마작
마작은 4인용 중국 전통 보드게임으로 상아나 골재에 대쪽을 붙인 136개의 패를 가지고 여러 모양으로 짝짓기를 하여 짝지어진 패를 가지고 점수를 매겨 승패를 겨루는 실내오락이다.

### 졘즈
졘즈는 대략 6세기 말부터 발전한 중국의 전통 민간공예로 여러 형태의 도안을 따라 종이를 오리는 종이 공예로 상상력과 손재주가 필요하다. 원래 귀신을 쫓기 위해 사용됐던 졘즈는 후에 중국 전통 놀이가 되었다.